# Sculptotheca puberula
Sculptotheca puberula là một loài bọ cánh cứng thuộc họ Ptinidae.